# Karl Pirko
Karl Pirko (6. srpna 1822 Lanškroun – 22. prosince 1893 Pottenbrunn) byl rakouský politik německé národnosti, v 2. polovině 19. století poslanec Říšské rady.

## Biografie
Působil jako statkář v Pottenbrunnu, kde žil od roku 1861. Jeho hospodářství patřilo mezi vzorové zemědělské podniky a jeho součástí byl mlýn i pivovar. Byl veřejně a politicky činný. Zasedal jako poslanec Dolnorakouského zemského sněmu, kam nastoupil roku 1878 a členem sněmu zůstal do své smrti roku 1893. Do roku 1884 zastupoval kurii venkovských obcí, obvod Sankt Pölten, pak kurii velkostatkářskou (v zemských volbách roku 1884 a 1890 totiž nebyl v kurii venkovských obcí zvolen a mandát pak získal až jako kandidát velkostatkářské kurie).
Byl také poslancem Říšské rady (celostátního parlamentu Předlitavska), kam poprvé usedl v doplňovacích volbách roku 1878 za kurii venkovských obcí v Dolních Rakousích, obvod St. Pölten, Mölk, Lilienfeld, Tulln atd. Slib složil 10. prosince 1878. Mandát zde obhájil v řádných volbách roku 1878 a volbách roku 1885. V roce 1878 se uvádí jako Karl Pirko, statkář, bytem Pottenbrunn.
V parlamentu zastupoval blok ústavověrných poslanců (tzv. Ústavní strana, liberálně, centralisticky a provídeňsky orientovaná). Na Říšské radě se v říjnu 1879 uvádí jako člen staroněmeckého Klubu liberálů (Club der Liberalen). Od roku 1881 byl členem klubu Sjednocené levice, do kterého se spojilo několik ústavověrných (liberálně a centralisticky orientovaných politických proudů). Za tento klub uspěl i ve volbách roku 1885. Po rozpadu Sjednocené levice přešel do frakce Německorakouský klub. V roce 1890 se uvádí jako poslanec obnoveného klubu německých liberálů, nyní oficiálně nazývaného Sjednocená německá levice.
Zemřel náhle v prosinci 1893 na svém statku.
Jeho syn Franz Pirko byl rovněž činný v politice jako zemský poslanec.